# Cathédrale de Sarsina
La cathédrale de Sarsina ou cathédrale Saint-Vicin (en italien : cattedrale di San Vicinio)  est une église catholique romaine de Sarsina, en Italie. Il s'agit de la cocathédrale du diocèse de Cesena-Sarsina avec celle de Césène. En janvier 1961, le pape Jean XXIII l'a élevée à la dignité de basilique mineure. 

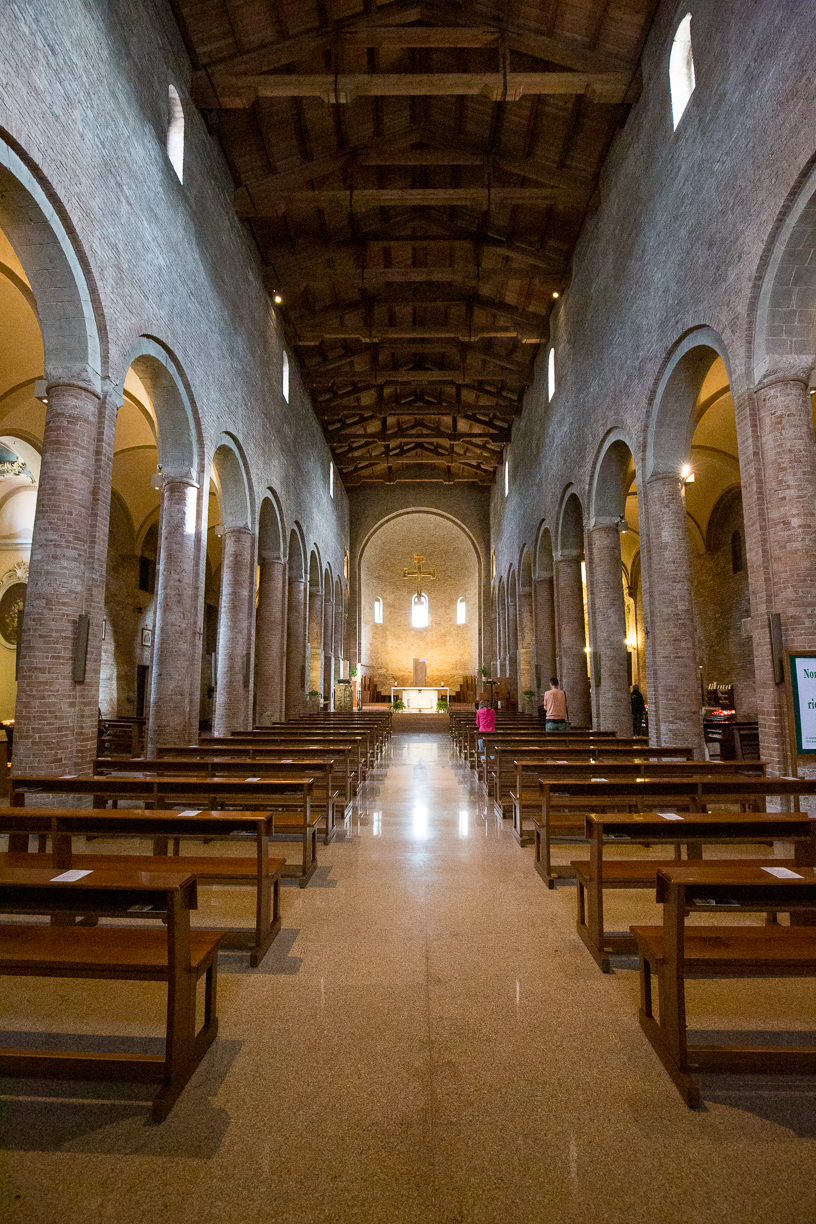
La nef centrale de la cathédrale marquée par la succession de piliers avec arcades.

### Articles liés
- Liste des cathédrales d'Italie
- Vicin de Sarsina (it)